# Campionato francese di tennis 1914
Il Campionato francese di tennis 1914 (conosciuto oggi come Open di Francia o Roland Garros) è stato la 24ª edizione del Campionato francese di tennis, riservato ai tennisti francesi o residenti in Francia. Si è svolto sui campi in terra rossa del Racing Club de France (Croix-Catelan) di Parigi in Francia.
Il singolare maschile è stato vinto da Max Décugis, che si è imposto su Jean Samazeuilh in quattro set col punteggio di 6–3, 6–3, 2–6, 7–5. Il singolare femminile è stato vinto da Marguerite Broquedis, che ha battuto in tre set la connazionale Suzanne Lenglen. Nel doppio maschile si sono imposti Max Décugis e Maurice Germot. Nel doppio femminile hanno trionfato Suzanne Amblard e Blanche Amblard. Nel doppio misto la vittoria è andata a Suzanne Lenglen in coppia con Max Décugis.

## Seniors

### Singolare maschile
Max Décugis ha battuto in finale  Jean Samazeuilh con il punteggio di 3–6, 6–1, 6–4, 6–4.

### Singolare femminile
Marguerite Broquedis ha battuto in finale  Suzanne Lenglen con il punteggio di 5–7, 6–4, 6–3.

### Doppio maschile
Max Décugis /  Maurice Germot hanno battuto in finale  William Laurentz /  Ludwig von Salm-Hoogstraeten con il punteggio di 6–4, 6–4, 4–6, 4–6, 6–4.

### Doppio femminile
Suzanne Amblard /  Blanche Amblard hanno battuto in finale  Germaine Golding /  Suzanne Lenglen con il punteggio di 6–4, 8–6.

### Doppio misto
Suzanne Lenglen /  Max Décugis hanno battuto in finale  Suzanne Amblard /  Maurice Germot con il punteggio di 6–4, 6–1.